# Woodbury (Georgia)
Woodbury es una ciudad ubicada en el condado de Meriwether, Georgia, Estados Unidos. Tiene una población estimada, a mediados de 2021, de 905 habitantes.

## Geografía
La localidad está ubicada en las coordenadas 32°59′7″N 84°34′55″O / 32.98528, -84.58194 (32.985218, -84.582015).
Según la Oficina del Censo, la localidad tiene un área total de 5.44 km², de la cual 5.36 km² son tierra y 0.08 km² son agua.

## Demografía
Según la Oficina del Censo, en 2000 los ingresos medios de los hogares de la localidad eran de $26,339 y los ingresos medios de las familias eran de $31,389. Los hombres tenían unos ingresos medios de $26,563 frente a $18,287 para las mujeres. Los ingresos per cápita para la localidad eran de $12,162. 
De acuerdo con la estimación 2016-2020 de la Oficina del Censo, los ingresos medios de los hogares de la localidad son de $26,563 y los ingresos medios de las familias eran de $50,956.
Según el censo de 2020, en ese momento había 908 personas residiendo en la localidad. La densidad de población era de 169.40 hab./km².
| Raza                   | Núm. | Porc. |
| ---------------------- | ---- | ----- |
| Afroamericanos         | 505  | 55.6% |
| Blancos                | 351  | 38.7% |
| Amerindios             | 2    | 0.2%  |
| Asiáticos              | 1    | 0.1%  |
| Isleños del Pacífico   | 1    | 0.1%  |
| Otras razas            | 9    | 1.0%  |
| De una mezcla de razas | 39   | 4.3%  |
| Total                  | 908  | 100%  |

Del total de la población, el 1.8% son hispanos o latinos de cualquier raza.

## En la cultura popular
Woodbury es un lugar destacado en el cómic The Walking Dead.